# Thalía Moreno
Thalía Moreno Reyes (10 aprile 2002) è una pallavolista cubana, opposto del Pinerolo.

## Biografia
È sposata col pallavolista Yohan Léon.

## Carriera

### Club
La carriera di Thalía Moreno inizia nella formazione provinciale di Villa Clara. Nella stagione 2021-22 approda in Spagna, dove inizia la carriera da professionista in Superliga Femenina de Voleibol con il Leganés. Dopo un'annata in Tunisia con lo Sfaxien, nel campionato 2023-24 indossa la casacca del Prōtathlītōn Peukōn nella Volley League greca, dalla quale approda, nel campionato seguente, nella Serie A1 italiana, ingaggiata dal Pinerolo.

### Nazionale
Fa parte della nazionale cubana under 18 che vince la medaglia d'argento alla Coppa panamericana 2017 e quella di bronzo alla Final Four Cup 2017 e al campionato nordamericano 2018. Con la selezione under 20, invece, conquista la medaglia di bronzo alla Final Four Cup 2018 e quella d'oro alla Coppa panamericana 2019, mentre con l'selezione under 23 si aggiudica il bronzo alla Coppa panamericana 2018.
Nel 2019 debutta in nazionale maggiore in occasione del campionato nordamericano, andando poi a conquistare nel 2022 l'argento alla NORCECA Final Four e un anno dopo il bronzo ai XXIV Giochi centramericani e caraibici e alla NORCECA Final Six; nel 2024, invece, vince la medaglia di bronzo alla NORCECA Final Four.

## Palmarès

### Nazionale (competizioni minori)
- Coppa panamericana under 18 2017
- Final Four Cup under 18 2017
- Coppa panamericana under 23 2018
- Campionato nordamericano under 18 2018
- Final Four Cup under 20 2018
- Coppa panamericana under 20 2019
- NORCECA Final Four 2022
- Giochi centramericani e caraibici 2023
- NORCECA Final Six 2023
- NORCECA Final Four 2024